# Rečica Kriška
 Rečica Kriška  falu Horvátországban Zágráb megyében. Közigazgatásilag Križhez tartozik.

## Fekvése
Zágrábtól 50 km-re, községközpontjától  5 km-re délkeletre, a Csázma bal partján, a megye délkeleti határa mellett  fekszik.

## Története
1857-ben 265, 1910-ben 451 lakosa volt. Trianon előtt Belovár-Kőrös vármegye Križi járásához tartozott. A településnek 2001-ben 344 lakosa volt.

## Lakosság
| Lakosság változása | Lakosság változása | Lakosság változása | Lakosság változása | Lakosság változása | Lakosság változása | Lakosság változása | Lakosság változása | Lakosság változása | Lakosság változása | Lakosság változása | Lakosság változása | Lakosság változása | Lakosság változása | Lakosság változása |
| ------------------ | ------------------ | ------------------ | ------------------ | ------------------ | ------------------ | ------------------ | ------------------ | ------------------ | ------------------ | ------------------ | ------------------ | ------------------ | ------------------ | ------------------ |
| 1857               | 1869               | 1880               | 1890               | 1900               | 1910               | 1921               | 1931               | 1948               | 1953               | 1961               | 1971               | 1981               | 1991               | 2001               |
| 265                | 257                | 290                | 390                | 443                | 451                | 464                | 515                | 523                | 541                | 493                | 430                | 395                | 385                | 344                |

## Külső hivatkozások
Križ község hivatalos oldala